# De piraten van hiernaast
De piraten van hiernaast is een Nederlandse film uit 2020, gebaseerd op de boekenserie van Reggie Naus.

## Verhaal
Knokige Krelis is al jaren de aartsvijand van Hector en Betsie Donderbus, allen piraten. Na de geboorte van hun zoon Billy willen Hector en Betsie het rustiger aan doen en gaan op de vlucht.
Ruim twaalf jaar later loopt Michiel Brugman op het strand van Zandwijk als hij in zijn verrekijker opeens een piratenschip ziet. Even later is het weer verdwenen en Michiel gelooft het verder wel. Er zal verder toch niets gebeuren, want er gebeurt nooit iets in Zandwijk. De volgende ochtend hoort Michiel drukte buiten in het anders zo stille Zandwijk. Als hij buiten kijkt ziet hij een piratenschip. Hij loopt als in een trance naar buiten en ziet dat in de straat een piratenschip is gestrand. Als Michiel staat te staren komt Billy naar buiten en laat Michiel schrikken. Michiel loopt terug naar huis en probeert zijn ouders te overtuigen dat er piraten in de straat zijn. Zijn ouders geloven het niet, maar zijn vader loopt toch mee om Michiels ongelijk aan te tonen. Dan blijkt Michiel gelijk te hebben. Hector en Betsie stellen zichzelf en hun gezin voor. Al snel worden Michiel en Billy vrienden. 
Niet iedereen in de buurt is blij met de komst van de familie Donderbus en buurman Daandels probeert de medebuurtbewoners zover te krijgen om de piraten weg te jagen. Onverwachts krijgt hij hulp aangeboden van Knokige Krelis. Tijdens een feest georganiseerd door de familie Donderbus wordt hun schat gestolen. Billy ontmoet Krelis en wordt door hem overgehaald om bij hem te komen. Michiel gaat Billy achterna om hem te overtuigen dit niet te doen. Hij lijkt geen geluk te hebben, maar dan vertelt Krelis tegen Billy dat hij van hem geen piraat wil maken, maar hem alleen als lokaas wil gebruiken om zijn ouders te lokken. Hierop besluit Billy toch niet met Krelis in zee te gaan.

## Rolverdeling
| Acteur               | Personage            | opmerking                              |
| -------------------- | -------------------- | -------------------------------------- |
| Matti Stooker        | Michiel Brugman      |                                        |
| Samuel Beau Reurekas | Billy Donderbus      |                                        |
| Celeste Holsheimer   | Elizabeth Daandels   | buurmeisje Michiel                     |
| Egbert Jan Weeber    | Hector Donderbus     | vader Billy                            |
| Tygo Gernandt        | Knokige Krelis       | aartsvijand Hector en Betsie Donderbus |
| Sarah Janneh         | Betsie Donderbus     | moeder Billy                           |
| David Lucieer        | Robert Brugman       | vader Michiel                          |
| Nyncke Beekhuyzen    | Yvonne Brugman       | moeder Michiel                         |
| Bert Hana            | Buurman Daandels     | vader Elizabeth                        |
| Sytske van der Ster  | Buurvrouw Daandels   | moeder Elizabeth                       |
| Peter van Heeringen  | Opa Donderbus        | opa Billy                              |
| Anne-Marie Jung      | Angela               |                                        |
| Ilse Warringa        | Intercedent          |                                        |
| Dylan Haegens        | Papegaai zonder naam |                                        |